# Saint-Julien-le-Châtel

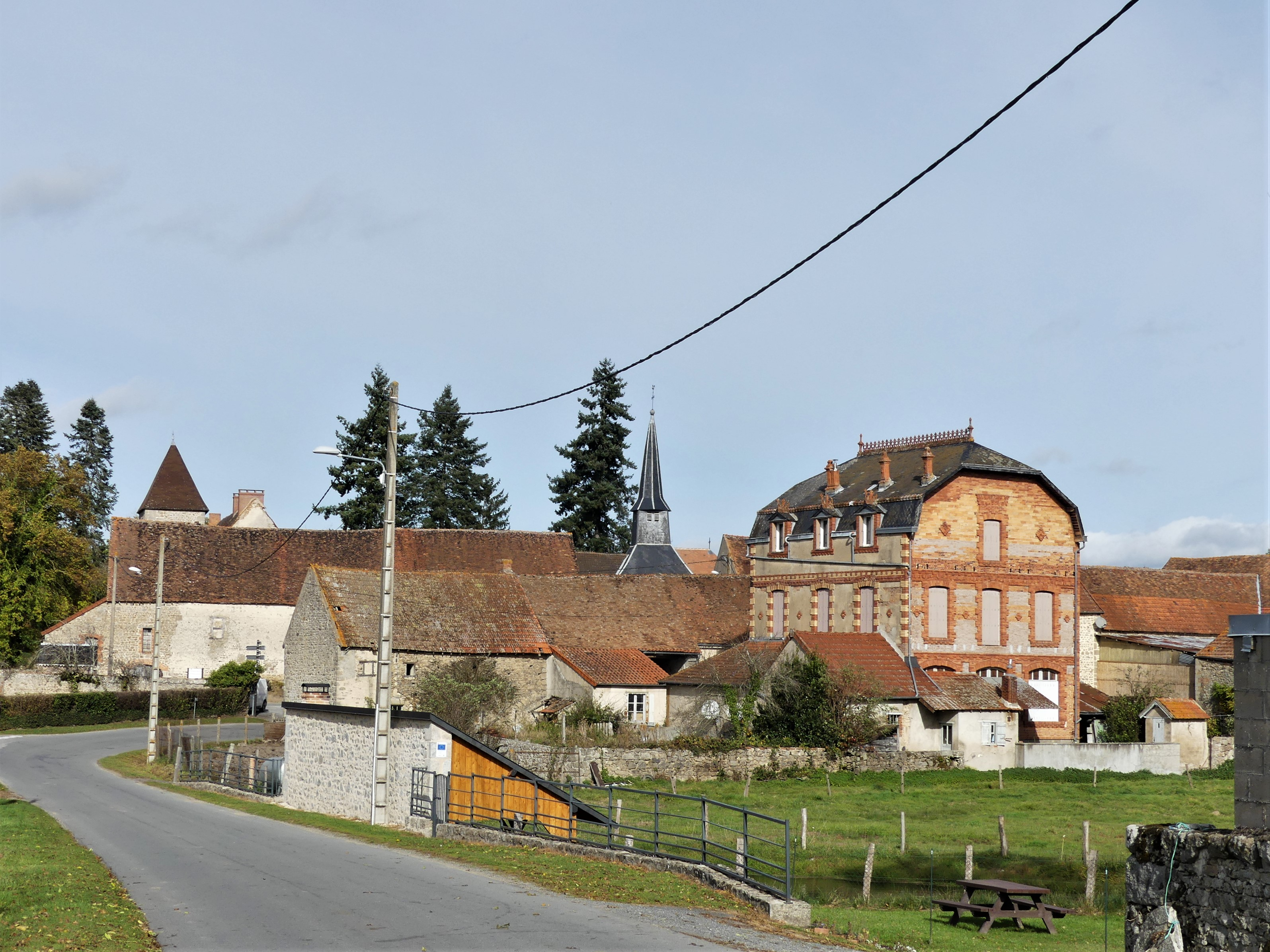
A cidade mercantil de Saint-Julien-le-Châtel, Creuse, França.

Saint-Julien-le-Châtel é uma comuna francesa na região administrativa da Nova Aquitânia, no departamento de Creuse. Estende-se por uma área de 15,3 km². Em 2010 a comuna tinha 144 habitantes (densidade: 9,4 hab./km²).